# Kościół św. Jadwigi Królowej w Ostrowcu Świętokrzyskim
Kościół świętej Jadwigi Królowej w Ostrowcu Świętokrzyskim – rzymskokatolicki kościół parafialny należący do parafii pod tym samym wezwaniem (dekanat Ostrowiec Świętokrzyski diecezji sandomierskiej). Znajduje się na ostrowieckim osiedlu Stawki.
Jest to świątynia wzniesiona w latach 1994–2000 według projektu architektów z Kielc: inżynierów: Włodzimierza Cichonia oraz Zbigniewa Kowalczyka. Prace budowlane nadzorował ks. Marian Kowalski. Pierwsza msza święta w nowym kościele została odprawiona 25 grudnia 2000 roku. Uroczyście kościół został poświęcony przez biskupa Andrzeja Dzięgę 7 czerwca 2008 roku. Świątynia reprezentuje styl postmodernistyczny, posiada trzy nawy, jednakże jest niesymetryczna. Kościół nakrywa trójspadowy dach mansardowy w stylu polskim, opadający jedną płaszczyzną nad prezbiterium i zwieńczony sygnaturką. Front, prezbiterium i niższa prawa nawa świątyni zamknięte są trójbocznie. Lewa nawa boczna jest także niższa i równoległa do nawy głównej. Po lewej stronie fasady jest umieszczona ośmiokątna wieża z narożnymi szczytami i wieżyczką nakrytą czterospadowym dachem, oddzielona od fasady, ale złączona z resztą świątyni przez dobudówkę. Nad wejściem do świątyni znajduje się duże trójkątnie zamknięte okno. Charakterystycznym dla architektury postmodernistycznej, powtarzającym się detalem dekoracyjnym są w tej budowli ceglane pilastry i framugi na tle otynkowanych ścian świątyni oraz romboidalne blendy i motywy dekoracyjne. Dodatkowym elementem są rzędy powtarzających się w nawach bocznych i głównej okienek. Wnętrze świątyni jest jasne i przestronne, strop o przekroju trapezu podbity jest białymi panelami. W ołtarzu głównym jest umieszczona kopia krzyża wawelskiego, przy którym zwykła spędzać na modlitwie długie godziny św. Jadwiga Andegaweńska – patronka świątyni i parafii.